# 運命の左折
「運命の左折」（うんめいのさせつ、原題: "Turn Left"）は、イギリスのSFドラマ『ドクター・フー』第4シリーズ第11話。制作総指揮のラッセル・T・デイヴィスが脚本を執筆し、2008年6月21日に BBC One で放送された。
10代目ドクター役のデイヴィッド・テナントはドクターの登場が少ない ("Doctor-lite") 本作にほぼ出演していない。本作ではドクターのコンパニオンであるドナ・ノーブル（演:キャサリン・テイト）と、彼女と先代コンパニオンのローズ・タイラー（演:ビリー・パイパー）の遭遇に焦点が当てられている。物語は2006年クリスマススペシャル「消えた花嫁」の出来事でドクターの死んだ代替世界で展開され、彼の死を原因にディストピアへ変貌してゆく世界を救うためローズがドナを説得する。本作の冒頭と終盤は『ドクター・フー』の普通の世界の続きにあり、第4シリーズのフィナーレ「盗まれた地球」へ直接繋がるクリフハンガーに終わる。
本作はデイヴィスの脚本とテイトのパフォーマンスが絶賛されており、海外市民の強制収容に特徴づけられるディストピア描写が称賛された。本作はその週の放送で4番目に多く視聴された番組であり、視聴者数810万人、Appreciation Index のスコア88 (excellent) を記録した。ヒューゴー賞映像部門短編部門にノミネートされた『ドクター・フー』第4シリーズのエピソードの1つでもある。

## 製作

### キャスティング
ドナの背中にクワガタをつけた占い師役のチポ・チャンは、第3シリーズの「ユートピア」でヤナ教授の助手チャン・ゾーを演じていた。医学生オリバー・モーガンスターンは「スミスとジョーンズ」からの再登場であり、同じくベン・ライトンが演じた。

### 脚本
「運命の左折」はドクターの出番を減らして低コストで製作された "Doctor-lite" のエピソードである。本作はドナの出番も減らすのではなく、「ミッドナイト」を補完する形で執筆された。「ミッドナイト」ではドクターが中心的な役で登場し、「運命の左折」ではドナとローズに焦点が当てられた。本作は番組の主脚本家かつエグゼクティブ・プロデューサーのラッセル・T・デイヴィスは執筆した。彼はドクターのいない人生という本作のメインコンセプトを1998年の映画『スライディング・ドア』と対比した。デイヴィスは視聴者に「ドクターは死をもたらすのか、それとも防ぐのか？」という疑問を投げかけることに期待した。本作はドクターが居ない場合の死の規模に焦点が当てられ、暗示された死者数は脚本を執筆した時のデイヴィスも驚くものであった。主演のデイヴィッド・テナントは、ドクターを取り巻く死を彼の罪悪感の主要なパートとして引用した。本作のトーンは"戦争中の生活"である。イタリア人のロッコ・コラサント（演:ジョセフ・ロング）といった外国人が送られた強制収容所を、脚本の方針やウィルフレッド・モット（演:バーナード・クリビンス）の説明的な台詞を通して第二次世界大戦のナチスの強制収容所、特にアウシュヴィッツ＝ビルケナウ強制収容所と対比して、デイヴィスは自らの叙述を反映した。
デイヴィスはローズ・タイラーとドナを重要視した。ローズがドナを「創造物の中で最も重要な存在」("the most important woman in the whole of creation")と言ったのはドナへの癒しになり、死ななければならないとドナが悟ったことはキャラクターの成熟の縮図として意図されたものであると、本作のプロデューサーであるスージー・リガットは考えた。
本作の鍵となる構成要素はビリー・パイパーが演じるローズ・タイラーの再登場である。パイパーの復帰は第2シリーズの撮影の間に計画されており、2006年1月にパイパーはもう複数話の撮影を約束する契約をした。デイヴィスとパイパーは、第2シリーズでの離脱が永遠のものであると説明するために彼女について他のプロジェクトに関するものとして言及していた。特に、フィリップ・プルマンのサリー・ロックハートのBBC版主人公サリー・ロックハート、ドラマ『Secret Diary of a Call Girl』のベル・ド・ジュール、『マンスフィールド・パーク』のITV版ドラマのファニー・プライスが隠れ蓑に挙げられた。「ドナとドクター」「死に覆われた星」「ミッドナイト」における会話での言及やパイパーのカメオ出演を使い、デイヴィスはローズの再登場を期待させた。
デイヴィスは2007年10月27日に本作の執筆に着手した。予定より数週間遅れたため、脚本を間に合わせるために彼は4日後のナショナル・テレビジョン・アワードへの出演を辞退しなくてはならなかった。彼は脚本の執筆を「たくさんの組み立てが必要だから進めるのが難しい」と述べた。彼が執筆した冒頭のシーンはそれまでに彼が描いたどの冒頭よりも長かったが、放送された冒頭シーンはさらにその3倍長かった可能性があると認めた。彼は、自身の脚本が第9話と第10話での放送が予定されていた、同じく平行世界の要素を含むスティーヴン・モファットの二部作「静寂の図書館」と「影の森」に被らないように注意した。ドナの父ジオフを演じたハワード・アットフィールドが死去したことと、ローズの説明的台詞の執筆が困難であったため、デイヴィスは執筆が遅れ、撮影への用意を確定させるために脚本の結末を急がなくてはならなかった。彼は11月2日に脚本を完成させ、制作チームの残りの人員は本作の撮影の準備が可能となった。
デイヴィスは本作のクライマックス、すなわちローズの警告の効果を、『Doctor Who Confidential』の対応するエピソードで説明した。ローズが口にした「バッドウルフ」という言葉はそれ自体が有害ではなかったものの、ドクターに対する警告として働いた。ローズがこの言葉を発するということは、ローズとドクターがそれぞれ暮らす宇宙が互いに崩壊しつつあることを意味する。デイヴィスは本作が第4シリーズのフィナーレの一部であるか否かを主張せず、切迫したファンの議論には加わろうとしなかった。本作は "Doctor Who Magazine" で「二部作のシリーズのクライマックスの前奏として部分的に働いている」と記述された。

### 時間甲虫
代替宇宙を創り上げた "Time Beetle" は本作の脚本で「巨大な黒い甲虫…光沢のある甲羅と黒く尖った足が動いて撓み、大アゴは一緒にカチカチと音を立てる」と表現された。デザインは Planet of the Spiders でサラ・ジェーン・スミスの背中にしがみついた、惑星メタベリス3の巨大グモに影響を受けた。甲虫が普通の地球の甲虫に似た外見をしていることは故意であった。人工装具デザイナーのニール・ゴートンは、馴染みのある姿にすることで物語が和らぐと考え、「新地球」の猫ナースや「スミスとジョーンズ」のジュドゥーンを例として挙げた。キャサリン・テイトの演技の負担とならないよう、甲虫の道具は繊維ガラスを枠に合わせて製作された。本作の監督グレアム・ハーパーは本作のコメンタリーで、「ポンペイ最後の日」のルシアスのような超能力のあるキャラクターしか甲虫の存在には気付けないと主張した。
ドクターはこの生物をトリックスターの旅団の一味と判断した。トリックスター（演:ポール・マーク・デイヴィス）は『ドクター・フー』のスピンオフシリーズ The Sarah Jane Adventures に繰り返し登場する悪役で、その手法は極めて重要な瞬間を変えることにより歴史を改変するというものである。ラッセル・T・デイヴィスは明示的に時間甲虫とこの悪役を結び付け、『Doctor Who Confidential』では今にもドクターを追おうとするトリックスターが登場する The Sarah Jane Adventures のエピソードのクリップ映像が流れた。

### 撮影
本作は主に第7製作ブロックで2007年11月26日から12月8日まで、「ミッドナイト」と同時に撮影された。最初のシーンはカーディフの Bay Chambers で撮影され、ドナの家族がリーズに移った住宅事務所はコピー屋に隣接した倉庫で撮影された。翌晩にはカーディフのビュートタウンでローズとドナの最初の出会いが撮影された。2007年6月25日の設定のシーン、具体的にはドナが交差点で曲がる準備をしているシーンと、そして彼女が左に曲がるよう未来の彼女が走るシーンが放送順に11月27日から29日に撮影された。テイトが運転免許を持っていなかったため、社内ではボディダブルがドナ役を演じた。未来のドナが過去の自分の右折を防ぐために走るシーンはカーディフのセント・イーサン・ロードで撮影され、安全上の理由で封鎖された。27日と28日の夜中には、ウィルフレッドがリーズに割り当てられるシーンが撮影され、11月29日にはローズがドナと二度目に出会うシーンと、「ドナとドクター」でのパイパーのカメオ出演のシーンが撮影された。
スタジオでの最初のシーンは占い師の部屋に居るドナのシーンで、番組の Upper Boat スタジオの改装されたトーチウッド・ハブのセットで2007年11月30日に撮影された。本作におけるテナントの出演シーン全てを含む惑星シャン・シェンの屋外のシーンは、2007年12月1日にスプロットと Cardiff Royal Infirmary の付近で撮影された。雨が降って漢字のバナーやポスターからバッドウルフのバージョンへの路地の模様替えが遅れたことや、昼食時に支払いについて誤解して帰ってしまったエキストラがいたことなど、撮影は困難に見舞われた。その日最後に撮影されたシーンは、ドクターが占い師の部屋で時間甲虫を観察するシーンであった。カントリー・ホテルでのシーンは2007年12月3日に Porthkerry の Egerton Grey Country House Hotel で撮影された。
リーズの段々になった通りでのシーンはペナースの Machen Street で12月4日から5日に撮影された。キャストは歌を歌う前、ザ・ポーグスの "The Wild Rover" とクイーンの『ボヘミアン・ラプソディ』のライセンスを得た。グレアム・ハーパーはシルヴィア・ノーブルがドナに話しかけられた時に虚ろな目をしているシーンで、彼女を演じたジャクリーン・キングに焦点を当てることを決めた。ハーパーは当該シーンを "ジャクリーンの瞬間" にしようと決め、1人のキャラクターに焦点を当て続けることでシーンが強くなると考えた。屋外のシーンは12月5日に撮影された。コラサント家が労働者キャンプに送られるシーンが日中に、アトモス車が排気ガスを放出するシーンが夕方に撮影された。
撮影は12月6日も続いた。クリスマスの日のパブの内外のシーンがポントカナの Conway pub で撮影され、「死に覆われた星」と同日での出来事のシーンの撮影が近くの公園に移って行われた。当初はトンプソン公園での撮影が予定されていたが、テイトが軽いインフルエンザに罹患していたため、急遽ソフィアガーデンズに場所が変更された撮影された最後のシーンはその場しのぎのUNITの基地でのシーン、12月7日から8日までポンティプールの閉鎖された鉄向上で撮影された。本作の撮影は2008年1月のピックアップショットで完了した。
本作が低予算であったため、本作は既に存在するグラフィックやストック映像に大きく頼っている。タイタニック号がバッキンガム宮殿に墜落するシーンや民衆がアディポーズに変換されたことを報じるアメリカのテレビの映像は、それぞれ「呪われた旅路」と「ドナとドクター」の映像が使われており、ラクノスの宇宙船や火のついた空の映像は The Mill が既に製作していた。予算額は本作の製作に悪影響も及ぼしており、デイヴィスはターディスに火をつけようと考えた後に本作が低予算であることを思い出した。

## 放送と反応

### 評価
「運命の左折」の視聴者数は809万人、番組視聴占拠率は35%、Appreciation Index スコアは88であった。本作はその週で4番目に多く視聴された番組で、『ドクター・フー』のレギュラーエピソードがそれまで達成した中では最も高い順位であった。なお、2007年クリスマススペシャル「呪われた旅路」はクリスマスに放送された番組全体で2位、「盗まれた地球」と「旅の終わり」がそれぞれ2位と1位であった。Doctor Who Magazine の読者の間では、本作は第4シリーズで「盗まれた地球」と「旅の終わり」に次いで2番目に良いエピソードであり、平均評価は 8.81/10 であった。さらに、本作は Doctor Who Forum のメンバーの間での第4シリーズで4番目に良いエピソードとされ、高評価率は 88.0% であった。

### 反応と分析

#### Monsters Within
『ドクター・フー』に関する文献の著者であるスティーヴン・ジェームズ・ウォーカーは、『ドクター・フー』第4シリーズの無認可ガイドこと彼の著書 "Monsters Within" で本エピソードの広い分析とレビューを掲載している。ウォーカーは本作の起源を映画『素晴らしき哉、人生!』や『スライディング・ドア』など、他の著名な歴史改変SFの作品からの引用であるとし、トリックスターについての言及を「予想外ではあるが、フランチャイズを超えての言及は歓迎すべきものである」と称賛した。彼は"companion-lite" のエピソードに "Doctor-lite" のエピソードを続けるフォーマットが理想的な妥協点であると考えたため、その形式がこれまで試みられてなかったことに驚いた。彼はテイトが無知なバージョンのドナを「消えた花嫁」よりも遥かに巧妙に描いていると考え、彼女の演技を「最初から魅力的ではなかったキャラクターとはかけ離れている」と表現した。彼によるドナの分析の大半は、デイヴィスの脚本の分析と連動していた。彼は第4シリーズのドナと「運命の左折」の代替世界のドナの成長性の間の類似性を「素晴らしい脚本だ」と称賛した。
ウォーカーは彼の分析の大部分をローズに捧げた。ビリー・パイパーについては明らかに水準以下だと彼は考えており、彼女の演技が最高のものではない理由として、痩せて栄養不良の彼女の外見、新しい髪型、わずかな活舌の悪さを挙げた。本作での彼女の役割がドナのものよりも「遥かに上手くできていない」と彼は批判し、複数のコンセプトについて詮索した。そのコンセプトとは、なぜローズはドクターが死んだと聞いたときにショックを受けたのに後にドナの歴史と運命について知っていたのか、ローズは宇宙を旅していたのかあるいは単にタイムトラベルしていたのか、なぜローズ自身はドナを過去に送らずに過去のドナを左に曲がるよう説得しなかったのか、なぜローズは彼女が登場する間に服を着替えなかったのか、そしてなぜローズは誰にも自分の名前を言わなかったのか、などである。彼は、以前に「言葉の魔術師」、「ラスト・オブ・タイムロード」、「静寂の図書館」で言及された名前の力の概念への言及に注目したが、最終的にはデイヴィスがエピソードのクリフハンガーを設定できるようにするためだったと理論化した。
ウォーカーは本作を「（ファミリー向けドラマとしては）かなり大人びていて、時に予想外に暗い領域に踏み込んでいる」と評し、「災害後に人間の本質の対照的な側面を浮き彫りにした」とデイヴィスを称賛した。具体的に本作には、ウィルフレッドの "電撃的な精神" と "ユーモアに溢れ道徳心の高まる"歌声に代表されるポジティブな面と、ノーブル家の新しい隣人への恨み、シルヴィアの落ち込み、そして特に外国人の収容所への抑留などに代表されるネガティブな面がある。彼は続けて、ドナが数シーン前に彼をムッソリーニと呼んでいたことと比較し、彼の抑留は "さらに悪い光" を投げかけていると感じたという。ウォーカーは、英がファシスト独裁政権へ変貌したことはデイヴィスの執筆した "ベールに包まれた政治的なポイント" だと考えた。彼は本作がこれまでで最も破壊的なものであった理由として、難民や亡命者としての生活を余儀なくされているデイリーメールを読む人々と、非武装の民間人を狙うUNITの軍隊を挙げている。
最後に、ウォーカーは監督のグレーム・ハーパーが「アガサ・クリスティ失踪の謎」と「運命の左折」という全く異なる作品の演出で「彼の信じられないほどの多才さ」を発揮したことを褒め、プロットに関する懸念は脚本の独創性・知性・真の大胆さに覆い隠されていた綴った。ウォーカーは本作を「『ドクター・フー』の長い歴史の中で最も特別なものの一つ」と呼んで締めくくった。ウォーカーは本作を第4シリーズで5番目に好きなエピソードとして評価しており、これは「静寂の図書館」と「ミッドナイト」の間であった。

#### 批評家の反応
このエピソードは批評家から大半が肯定的な評価を受けており、多くがテイトの演技の力を挙げている。Digital Spy のベン・ローソン・ジェームズは、5つ星のうち4つ星を与えた。本作を映画『スライディング・ドア』と比較し、歴史改変SFのあやを議論し、彼はコンセプトが乱用されたと思ったが、"興味をそそる努力"と、デイヴィスがくだらないことと"荒涼とした闇"のバランスを取ったことも感じた。脚本については「ファミリー向け番組として強力で…先の大戦で経験した同じような恐怖をウィルフレッドは痛烈に思い出す」と評した。パイパーの演技については、彼女の訛りを「口の中を局所麻酔薬で麻痺させたようなもの」と対比した。
The Stageのマーク・ライトは、本作を肯定的にレビューした。彼は前話「ミッドナイト」がこれまでのデイヴィスの脚本で最高だったと述べ、デイヴィスが最後の3作でそれを上回るか疑問に思っていたが、本作について「おそらく「ミッドナイト」より先に進んでいる」と綴った。本作はドクターが架空の宇宙にとってどれほど重要であるかを強調していたため、「運命の左折」は自身と共鳴したと彼は説明した。彼のレビューでは、テイトがドクターに出会う前のドナを演じたことは、テイトの多面的な描写を例示した「本物のキャラクター・パフォーマンス」だと賞賛した。彼の主な批判点はローズと時間甲虫の登場であった。ローズの再登場に彼は大喜びこそしなかったが、パイパーが『ドクター・フー』新シリーズの初期の成功に不可欠な部分であったと認めた。一方で甲虫は説得力のないプラスチックの塊であり、古典的なシリーズの低予算を彷彿とさせると考えた。彼は「『ドクター・フー』の過去だけでなく、未来についても多くの事を言っている」と言い、第4シリーズの最後の2本のエピソードに期待してレビューを締めくくった。
IGNのトラヴィス・フィケットは本作に 7.8/10 の評価を与えた。本作を「嵐の前の静けさ、ドシンという結末への先駆けに終わる、無害らしいボトルエピソード」と特徴づけ、本作を「仕事を成し遂げた」、具体的にはエピソードの重みを運んだテイトの能力を称賛した。彼はドナがローズに会ったことにドクターが気付いて宇宙が危険に晒されていると推論するクリフハンガーのシーンを強調し、これを本作で最高の瞬間として「デイヴィスの別れのエピソードのために適切に大規模な前提をもたらす、卓越した瞬間」と綴った。なお、彼は本作について2つの大きな点を批判した。1つは甲虫の備品が説得力に欠けて見えることで、彼は人々がなぜ背中を見ていたのかというドナの疑問を弱らせてしまうと考えた。もう1つは、本作がディヴィスのハイライトの一巻きであると考えると、次の落とし込みへ移ることを視聴者に思い出させることであった。最後に、彼は何かが一連の出来事から欠けていると感じながらも、本作が第4シリーズのクライマックスの良い設定として機能するとコメントした。
脚本のトーンの継続的なシフトは、それが物事を軽くすることが許されているように見えるたびに、物事は再び悪い方向に向かっていたので、治療に働いた。そしてそれは、シリーズだけでなく、RTDの4シーズンのストーリーアークのために、潜在的にコルクを締めくくるダブル法案を設定しています」[19]。
カルトテレビブログ Den of Geek のサイモン・ブリューは、「運命の左折」が本当に本当に良かったと述べ、テイトとクリビンスがより柔軟に行動することができ、他の脇役がクリビンスのエピソードへの貢献から学ぶことができたと述べた。ただし、彼はパイパーの演技と甲虫の装具、そしてテイトが時折自身の番組 The Catherine Tate Show のキャラクターのように演じていることに対して批判的であった。彼は「このエピソードは相変わらず興味をそそられるもので、非常にうまく処理されていた。脚本のトーンの継続的な移り変わりは、物事を軽くするなれそうに見えるたびに、再び悪い方向に向かっていたので、上手く働いた。そして本作は、第4シリーズだけでなく4シーズンに及ぶラッセル・T・デイヴィスのストーリー・アークを締め括る潜在的な素晴らしい二本立てを設定する」と彼は綴った。